# McBeth Sibaya
MacBeth Sibaya est un footballeur sud-africain né le 25 novembre 1977 à Durban. Il est milieu défensif.

## Palmarès
- Champion de Norvège en 2002
- Champion de Russie en 2008 et 2009